# Thais Henríquez
Pour les articles homonymes, voir Henriquez.
Thais Henríquez Torres, née le 29 octobre 1982 à Las Palmas de Gran Canaria, est une nageuse synchronisée espagnole.

## Carrière
Aux Jeux olympiques de 2008 à Pékin, elle est médaillée d'argent par équipes avec Raquel Corral, Andrea Fuentes, Alba María Cabello, Laura López, Gemma Mengual, Irina Rodríguez et Paola Tirados.
Thais Henríquez remporte aux Jeux olympiques de 2012 à Londres la médaille de bronze par équipes avec Andrea Fuentes, Ona Carbonell, Clara Basiana, Margalida Crespí, Alba María Cabello, Paula Klamburg, Irene Montrucchio et Laia Pons.